# Lafayette County (Mississippi)
Lafayette County is een county in de Amerikaanse staat Mississippi.
De county heeft een landoppervlakte van 1.635 km² en telt 38.744 inwoners (volkstelling 2000). De hoofdplaats is Oxford.

## Bevolkingsontwikkeling

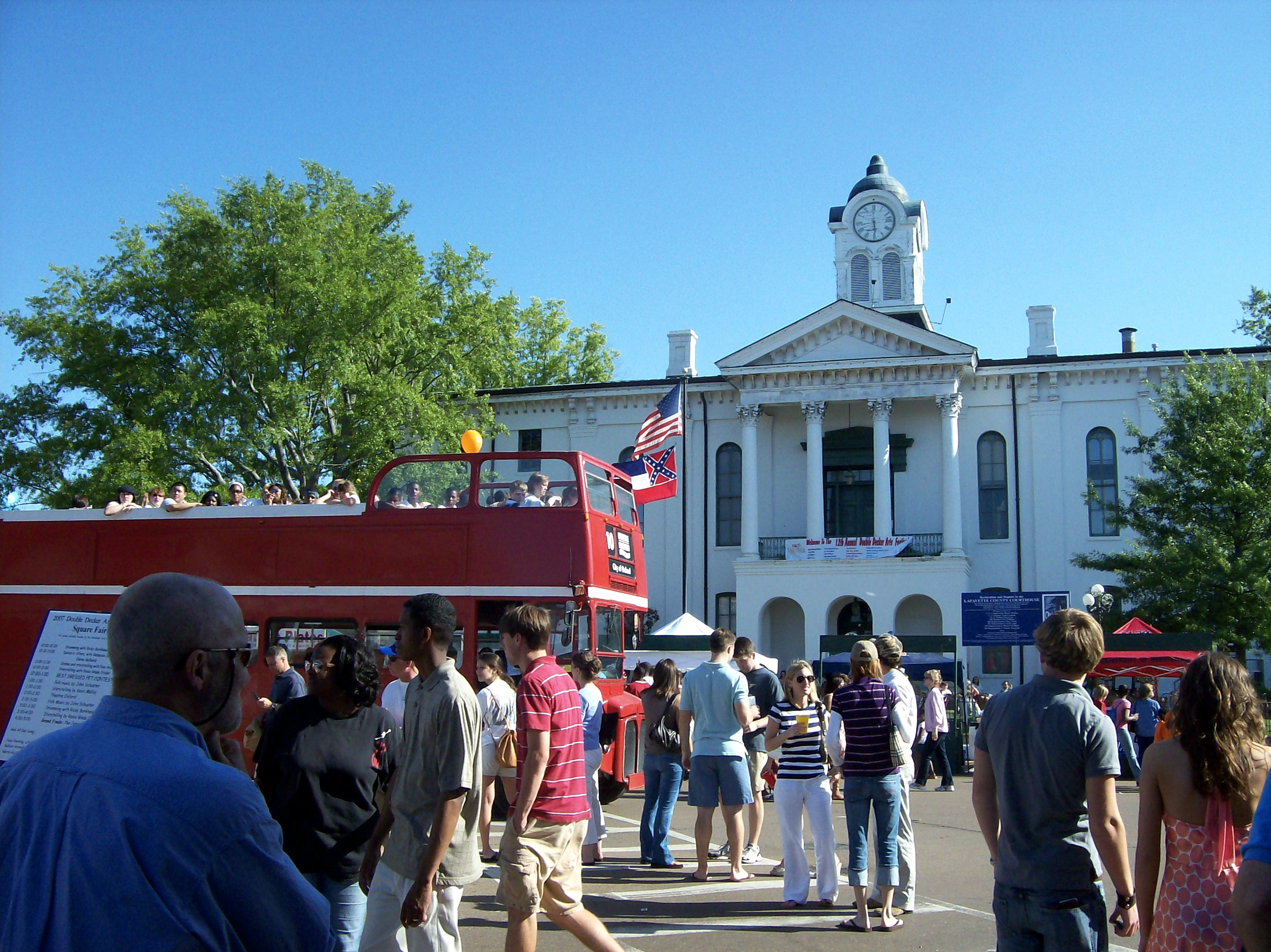
Lafayette County Courthouse